# Nives Zegna
Nives Zegna (Luino, 11 luglio 1936) è un'annunciatrice televisiva e attrice italiana eletta Miss Italia 1956.
È stata anche interprete di fotoromanzi.

## Biografia
Dopo essere stata eletta Miss Italia nel 1956 a Rimini, Nives Zegna è diventata annunciatrice televisiva, attiva dagli studi Rai di Milano alla fine degli anni cinquanta.
Fu soprannominata Il Sorrisotto alla milanese da Achille Campanile.
Dal 1955 al 1957 ha lavorato come attrice, facendo piccole parti in alcune commedie e sceneggiati prodotti dalla Rai.
Dal 1956 al 1964 fu protagonista di fotoromanzi pubblicati sulla rivista Bolero Film.
Fu molto nota negli anni sessanta, durante i quali presentò anche molte manifestazioni, tra cui il Burlamacco d'oro nelle edizioni del 1960 e 1961. Si ritirò dal ruolo di annunciatrice alla fine del decennio, continuando a lavorare alla Rai come impiegata.
Negli anni settanta, a seguito del matrimonio con il giornalista televisivo Gino Rancati, si trasferì a Torino, dove iniziò a lavorare come annunciatrice radiofonica presso la sede regionale della Rai, e saltuariamente come conduttrice del TG3 Piemonte fino alla fine degli anni ottanta.

## Prosa televisiva
- Primo giorno di primavera, di Dodie Smith, regia di Claudio Fino, trasmessa il 6 maggio 1955.
- La damigella di Bard, di Salvator Gotta, regia di Claudio Fino, 24 giugno 1955.
- Il medico e la pazza, di Alessandro De Stefani e Hobbes Dino Cecchini, regia di Alberto Gagliardelli, 21 ottobre 1955.
- Cesare e Cleopatra, di George Bernard Shaw, regia di Franco Enriquez, trasmessa il 25 maggio 1956

## Teatro
- Crazy Show, di Alessandro Fersen, Guido Stagnaro e Federico Caldura, regia di Alessandro Fersen, Torino, Teatro Alfieri, 14 settembre 1954.